# Rebelión (sitio de Internet)
Rebelión es un sitio web y un medio alternativo de información que publica, reúne y difunde contenidos políticos, sociales y culturales relacionados con los movimientos anticapitalistas y ecologistas de izquierda y extrema izquierda en el ámbito internacional. Surgido a finales de 1996, funciona principalmente como agregador de noticias y pública artículos originales de Carlos Fernández Liria, Heinz Dieterich, Marta Harnecker, Pascual Serrano y Santiago Alba Rico, entre otros. También pública traducciones de diversos autores y difunde artículos de otros medios.

## Organización
Rebelión surge en 1996, desarrollado desde España por un colectivo de periodistas sin ánimo de lucro que impulsa otro modelo de comunicación no dependiente de los grandes medios ni de los condicionamientos del mercado. El sitio no tiene sede física y funciona mediante la organización por secciones con un responsable asignado por sección. La orientación ideológica del contenido publicado se basa en:

(...) dar cabida a todas las voces que honesta y sinceramente intentan aportar algo de lucidez y verdad en nombre de los pueblos y de los silenciados por los grandes medios. (...) Para los que sólo son la voz del poder, del dinero y del neoliberalismo, no hay lugar en Rebelión, ellos ya tienen la CNN.

Según sus promotores, es un medio de información alternativa que pública noticias que no son consideradas importantes por los medios de comunicación tradicionales. También busca dar a las noticias un tratamiento diferente, a fin de "mostrar los intereses que los poderes económicos y políticos del mundo capitalista ocultan para mantener sus privilegios y el estatus actual". Se apoya en organizaciones no gubernamentales y personas que trabajan para "cambiar el mundo desde una perspectiva radicalmente diferente, más justa, igualitaria y equilibrada".
El contenido web del sitio está alojado en los servidores del Instituto de Estudios Políticos para América Latina y África (IEPALA), "Gloobal.net".
Rebelión cuenta con un equipo de traducción al español desde otros idiomas formado por, según su web, aproximadamente treinta personas.

## Relevancia
El sitio posee un PageRank de 7 según el marcador creado por Google, y de acuerdo con el sitio Alexa en el listado de las páginas web más visitadas del mundo ocupaba aproximadamente el lugar n.º 22.000 en septiembre de 2009.
Rebelión tiene una estadísticas de accesos en torno a 150.000 páginas leídas diarias, es decir, cuatro millones y medio al mes y ochenta mil accesos a la portada cada día. Alexa sitúa a Rebelión como la página de información alternativa en español más leída del mundo con lectores procedentes de más de cincuenta países.
Por su parte, en la documentación del Máster en Nuevas Tecnologías de la Información y la Comunicación, impartido por la Universidad Nacional de Educación a Distancia de España, la investigadora Alicia-Meynart define a Rebelión como un sitio interesante como enfoque alternativo a lo que son las corrientes oficiales de la información. A la vez se declara "impactada por la amplitud de lo que cubren".
También la Universidad de Chile, dentro de su Sistema de Servicios de Información y Bibliotecas, incluye a Rebelión como un sitio de referencia en su listado de recursos en línea.

## Publicaciones
Rebelión ha editado dos libros colectivos gracias a la colaboración gratuita de algunos de sus colaboradores habituales, quienes cedieron sus textos para su edición en formato tradicional. "Periodismo y crimen. El caso Venezuela 11-04-02" contó, entre otros, con la participación de los periodistas Ignacio Ramonet (director de Le Monde Diplomatique), Stella Calloni (La Jornada), Enrique Ortega (Resumen Latinoamericano), Antonio Maira (Cádiz Rebelde), Eva Bjorklund (Revista Kuba de Suecia), así como con las reflexiones de los intelectuales Santiago Alba Rico y Carlos Fernández Liria.
En el segundo de los trabajos, titulado "Washington contra el mundo" y publicado en 2003, se recogía una selección de veinticuatro textos escritos por dieciocho autores de siete países diferentes que colaboran directamente o cuyos textos aparecen habitualmente en este medio. Noam Chomsky, James Petras, Eduardo Galeano, Vázquez Montalbán, Carlos Taibo, Julio Anguita, Edward Said, Michel Collon, Gary Lupp, Michel Chossudovsky, John Brown, Santiago Alba Rico, Michael Parenti, Simón Royo, Pascual Serrano, Roni Ben Efrat y Javier Barreda son los autores de los textos de esa selección. El libro estuvo prologado por el periodista y escritor Javier Ortiz y publicado por la Editorial Akal.
En 2003, se publicó "La batalla de los intelectuales: nuevo discurso de las armas y las letras" del dramaturgo Alfonso Sastre, incluyó en su segunda edición, de 2005, varios textos sobre el debate desarrollado en Rebelión tras la primera versión editorial.
El 3 de julio de 2009, Rebelión comenzó a publicar las obras completas de Marta Harnecker en su sección Libros Libres. Cada tres días se pública una de las obras.

## Polémicas
Según Rebelión, la dirección del periódico español El País escribió un correo electrónico al periodista Pascual Serrano exigiéndole la retirada de un artículo publicado bajo el título "El País contra Chávez, fuego a discreción" por violación de sus derechos de autor. La abogada de Pascual Serrano contestó a El País que "no reproduce el artículo, sino que realiza una cita del mismo amparado en el artículo 32 de la Ley 23/2006, de 7 de julio, por la que se modifica el Texto Refundido de la Ley de Propiedad Intelectual, aprobado por el Real Decreto Legislativo 1/1996, de 12 de abril". Según Rebelión, El País mantuvo su postura respecto a la violación de copyright, y Pascual Serrano la suya, manteniendo el artículo publicado.
En junio de 2008, el URL del sitio fue incluido en la lista negra de spam de Wikipedia en español, lo que generó un intenso debate interno en la enciclopedia. El hecho fue recogido en varios medios de comunicación y debatido en Wikimania 2009 después de que Richard Stallman dijera que no estaba de acuerdo con la inclusión del dominio en dicha lista negra.